# Renate Reinsve
Renate Reinsve (Nedre Eiker Municipality, 1987. november 24. –) norvég színésznő.
Joachim Trier 2011-es Oslo, augusztus című filmdrámájában debütált a mozivásznon. 2021-ben a szintén Trier rendezésében készült A világ legrosszabb embere főszerepével ért el kritikai sikert: a 2021-es cannes-i fesztiválon elnyerte a legjobb női alakítás díját, valamint hasonló kategóriában BAFTA-díjra is jelölték.
2024-ben olyan amerikai produkciókban szerepelt, mint az Ártatlanságra ítélve című thrillersorozat és az A Different Man című sötét humorú filmvígjáték.

## Filmográfia

### Film
| Év   | Magyar cím                 | Eredeti cím                       | Szerep    | Magyar hang   |
| ---- | -------------------------- | --------------------------------- | --------- | ------------- |
| 2011 | Oslo, augusztus            | Oslo, 31. august                  | Renate    |               |
| 2012 | Az Orheim század           | Kompani Orheim                    | Lene      |               |
| 2015 |                            | Kvinner i for store herreskjorter | Ane       |               |
| 2015 |                            | Villmark 2                        | Synne     |               |
| 2016 | Üdvözöljük Norvégiában!    | Welcome to Norway                 | Line      |               |
| 2017 |                            | Ekspedisjon Knerten               | Mor       |               |
| 2018 |                            | Føniks                            | Kristin   |               |
| 2021 | A világ legrosszabb embere | Verdens verste menneske           | Julie     | Csuha Borbála |
| 2024 | Élőhalottak                | Håndtering av udøde               | Anna      | Csuha Borbála |
| 2024 |                            | A Different Man                   | Ingrid    |               |
| 2024 |                            | Another End                       | Zoe / Ava |               |
| 2024 |                            | Armand                            | Elizabeth |               |

### Televízió
| Év        | Cím                                      | Szerep            | Megjegyzések       |
| --------- | ---------------------------------------- | ----------------- | ------------------ |
| 2015      | Mysteriet på Sommerbåten                 | Aktuar            | televíziós sorozat |
| 2015      | Unge lovende                             | ismeretlen szerep | 1 epizód           |
| 2017–2019 | Best: Før                                | Anemone           | 23 epizód          |
| 2018      | Nesten voksen                            | Siri              | 3 epizód           |
| 2018      | Roeng                                    | Lena              | 10 epizód          |
| 2018–2021 | Hvite gutter                             | Frida             | 13 epizód          |
| 2022      | Ida tar ansvar                           | Sarah             | 1 epizód           |
| 2024      | Ártatlanságra ítélve (Presumed Innocent) | Carolyn Polhemus  | 8 epizód           |

## Fontosabb díjak és jelölések
| Év   | Díj                | Kategória                 | Jelölt mű                  | Eredmény | Ref.   |
| ---- | ------------------ | ------------------------- | -------------------------- | -------- | ------ |
| 2021 | Cannes-i fesztivál | legjobb női alakítás      | A világ legrosszabb embere | Elnyerte | [ 7 ]  |
| 2022 | BAFTA-díj          | legjobb női főszereplő    | A világ legrosszabb embere | Jelölve  | [ 8 ]  |
| 2021 | Európai Filmdíj    | legjobb európai színésznő | A világ legrosszabb embere | Jelölve  | [ 9 ]  |
| 2024 | Európai Filmdíj    | legjobb európai színésznő | Armand                     | Jelölve  | [ 10 ] |

## Fordítás
- Ez a szócikk részben vagy egészben  a   Renate Reinsve című angol Wikipédia-szócikk ezen változatának fordításán alapul.  Az eredeti cikk szerkesztőit annak laptörténete sorolja fel. Ez a jelzés csupán a megfogalmazás eredetét és a szerzői jogokat jelzi, nem szolgál a cikkben szereplő információk forrásmegjelöléseként.